# Eumichtis nubilis
Eumichtis nubilis là một loài bướm đêm trong họ Noctuidae.